# 栄町 (千葉市)

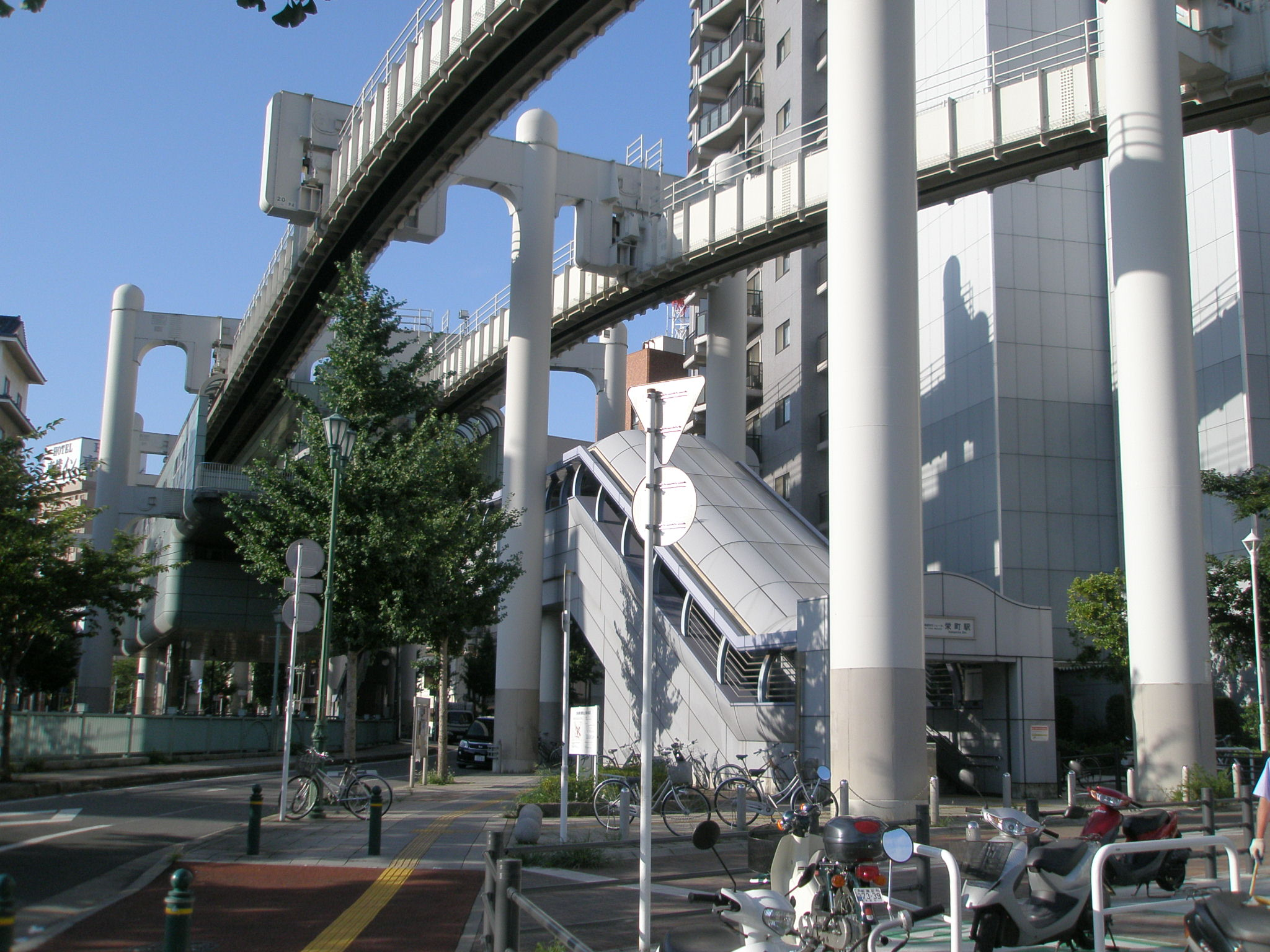
千葉都市モノレール 栄町駅

栄町（さかえちょう）は、千葉県千葉市中央区にある地名。千葉市の中心市街地の一つ。千葉駅から東千葉駅方向に広がる関東地方屈指の歓楽街である。

## 概要
千葉県を代表する風俗街であり、風俗店（ソープランド・店舗型ヘルス・ホテルヘルス・風俗案内所・デリヘル）などが軒を連ねる。アジア系の風俗店や飲食店も集中している。韓国系が多くコリア・タウン色も強い。
戦前に千葉市随一の繁華街であった中央区栄町を中心に、かつては旧千葉駅（現在の千葉市民会館付近）と千葉県庁舎をはじめとする官庁街を結ぶ中間に当たり、付近には旧京成千葉駅（中央公園が駅跡地）もあったことから千葉県庁を結ぶ現・栄町通りがメインストリートとなっていた。
しかし、戦後の都市整備に伴い、両千葉駅が移転したことで新駅周辺に商業集積が移動。バブル期の栄町周辺は、キャバレーや120店舗ほどのソープランド、多数のフィリピンパブがあったことから風俗店が軒を連ねる歓楽街へと変貌した。現在はホテルヘルスやデリヘルの人気から、風俗街としての規模は小さくなりつつある。
2019年、千葉市は栄町を暴力団排除条例に基づき、暴力団排除特別強化地域に指定。地域内では暴力団と風俗店、飲食店等との間で、みかじめ料のやりとりや便宜供与などが禁止され、違反者は支払った側であっても懲役1年以下または罰金50万円以下の罰則が科される。

## 歴史

### 地名の由来
同地が栄えるようにと名付けられた。

### 歴史
- 1936年（昭和11年） - 千葉市大字千葉字北西谷、栄町、鷹匠橋、雲雀休、砂崎、下池尻をもって栄町が成立[3]。
- 1971年（昭和46年）3月1日 - 栄町の全域および通町の一部が栄町となる[4]。
- 1992年（平成4年）4月1日 - 千葉市が政令指定都市へ移行し、中央区の一部になる。

## 世帯数と人口
2021年（令和3年）3月末現在の世帯数と人口は以下の通りである。
| 世帯数  | 人口  |
| ------- | ----- |
| 480世帯 | 658人 |

## 小・中学校の学区
市立小・中学校に通う場合、学区は以下の通りとなる。
|      | 小学校             | 中学校             |
| ---- | ------------------ | ------------------ |
| 全域 | 千葉市立院内小学校 | 千葉市立椿森中学校 |

## 交通
千葉都市モノレール
- 栄町駅

東日本旅客鉄道（JR東日本）
- 千葉駅、東千葉駅

## 主な施設
- 志方記念会三木クリニック
- ハナ信用組合千葉支店
- 栄町通り商店街（ハミングロードパルサ）